# Halikko
Halikko [hɑlikːɔ] egykori település Finnország délnyugati részén. 2009 eleje óta Salo városrésze. Halikko község 358,73 km²-en terült el. Az önkormányzat lakossága 9788 volt.

## Fekvése
A Halikonjoki folyó alsó szakaszán található, mintegy három kilométerre Salo központjától. Turku 48 km-rel nyugatra, Helsinki 117 km-rel keletre található.

## Története
A település és környéke ősidők óta lakott hely volt, a halikkói Rikala kikötő már a vaskorban is fontos kereskedelmi helynek számított. Az itt feltárt régészeti leletek a vikingekkel folytatott kereskedelmi kapcsolatokat mutatják.
Halikko nevét 1313-ban említették először az oklevelek. A 14. században az első birtokok Halikkóban épültek.
2009 elejétől Halikko is a következő nyolc közösség: Kiikala, Kisko, Kuusjoki, Muurla, Perniö, Pertteli, Särkisalo és Suomusjärvi Salo része lett.

## Nevezetességek
- A középkori kőtemplom – 1470 körül épült.
- Az Angelniemi templom Kimitoön szigetén – építési ideje 1772-re nyúlik vissza.
- Múzeum

## Galéria

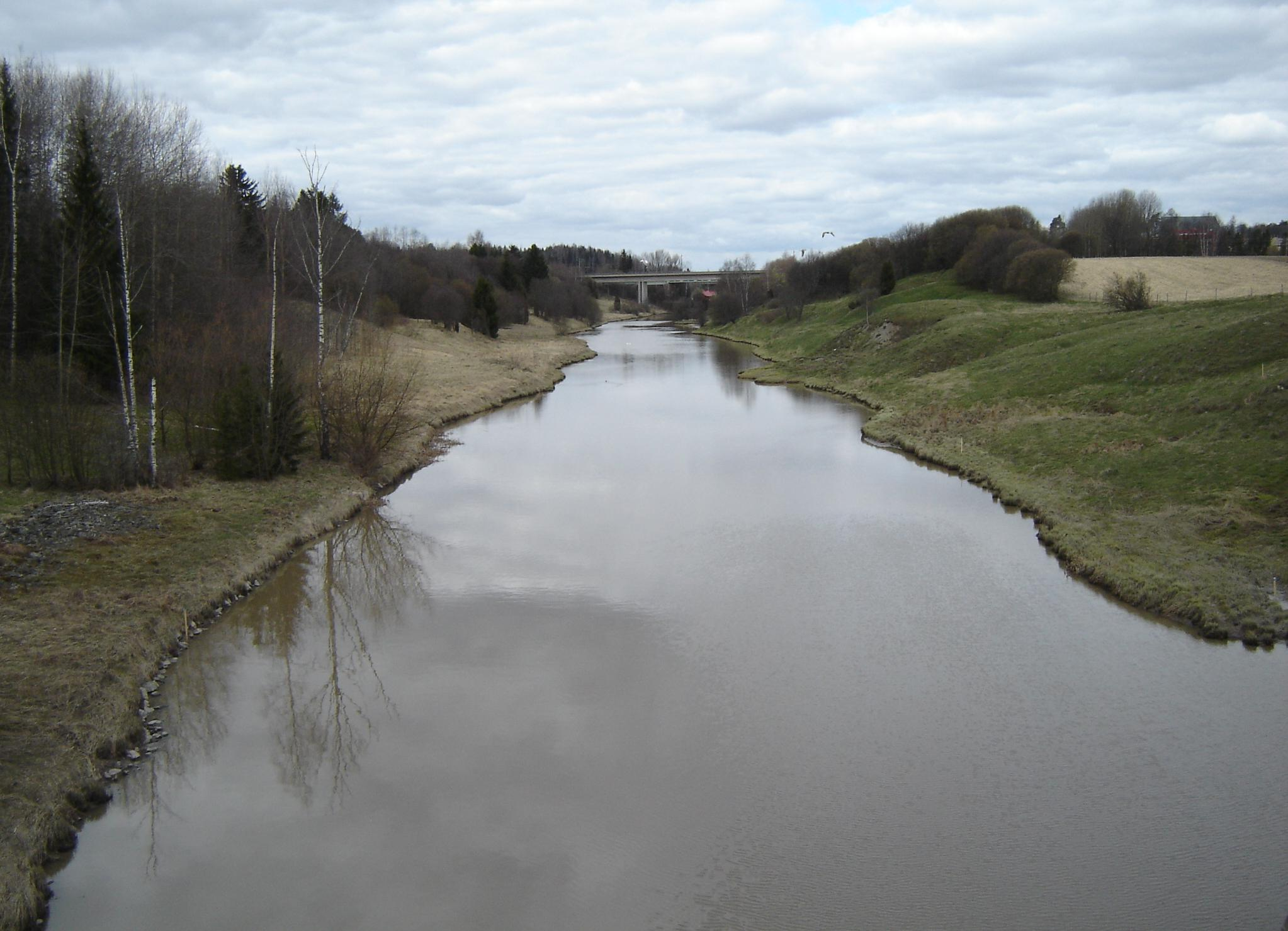
Halikonjoki folyó
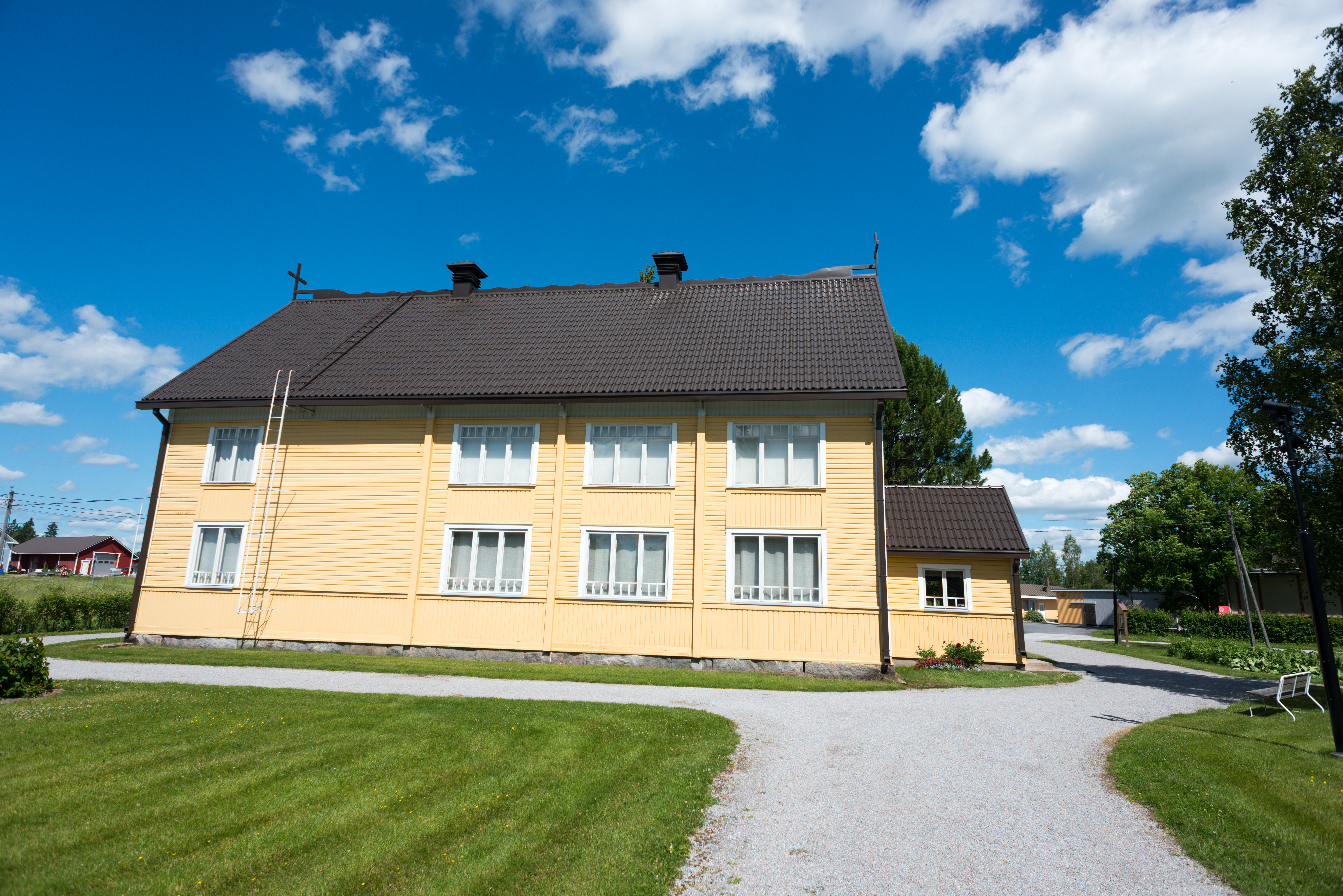
Kórház
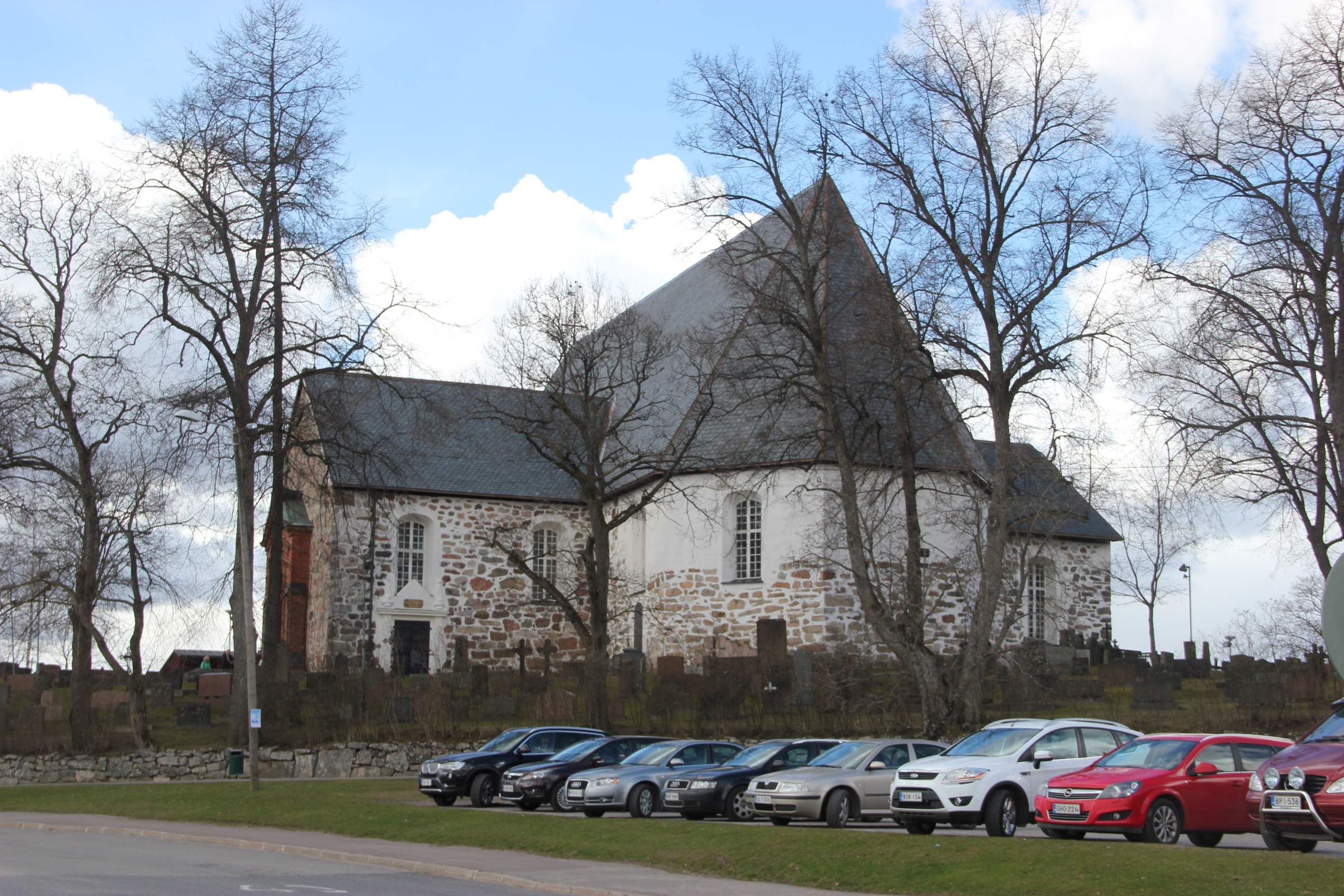
Templom
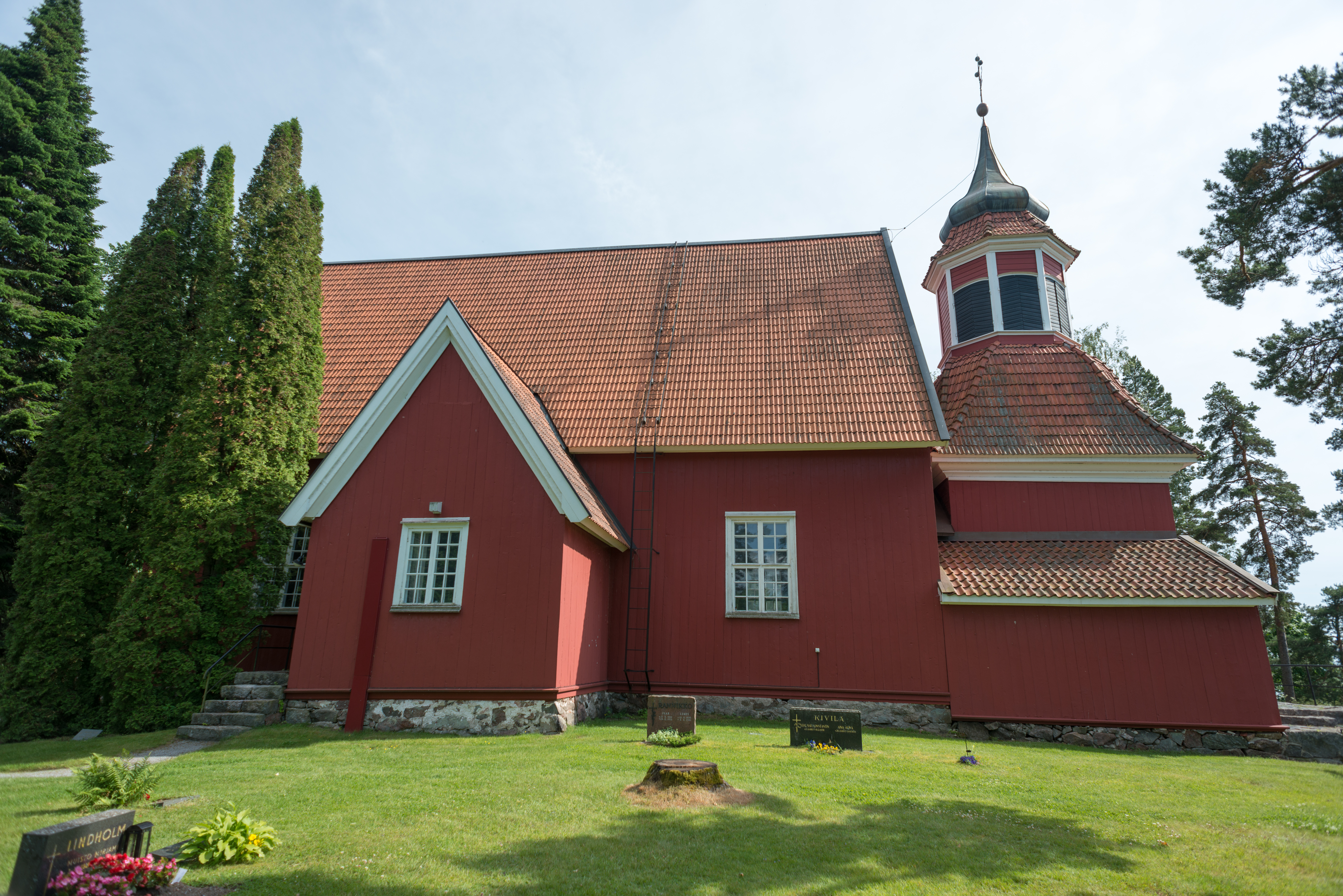
Angelniemi templom
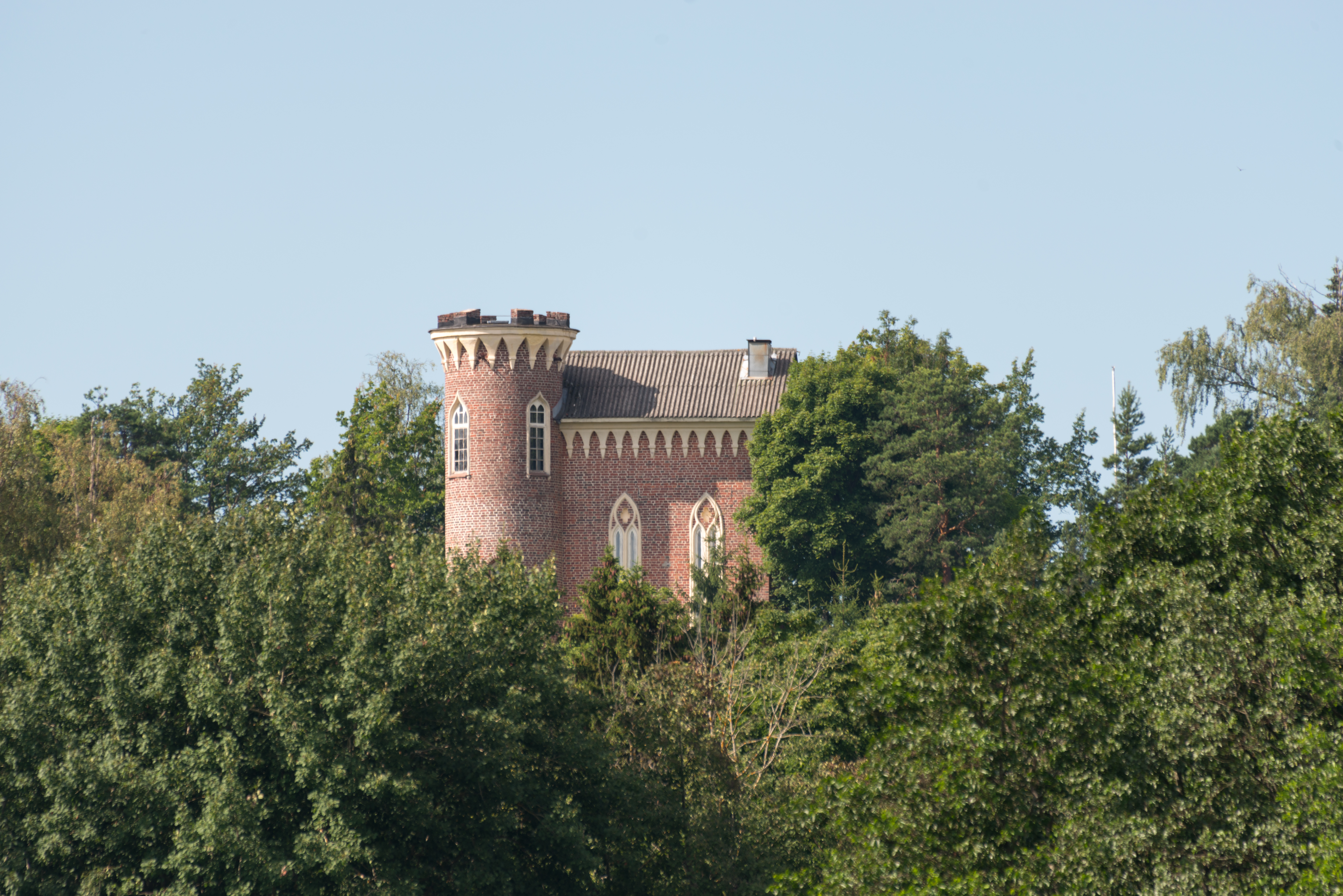
Hirvilinna
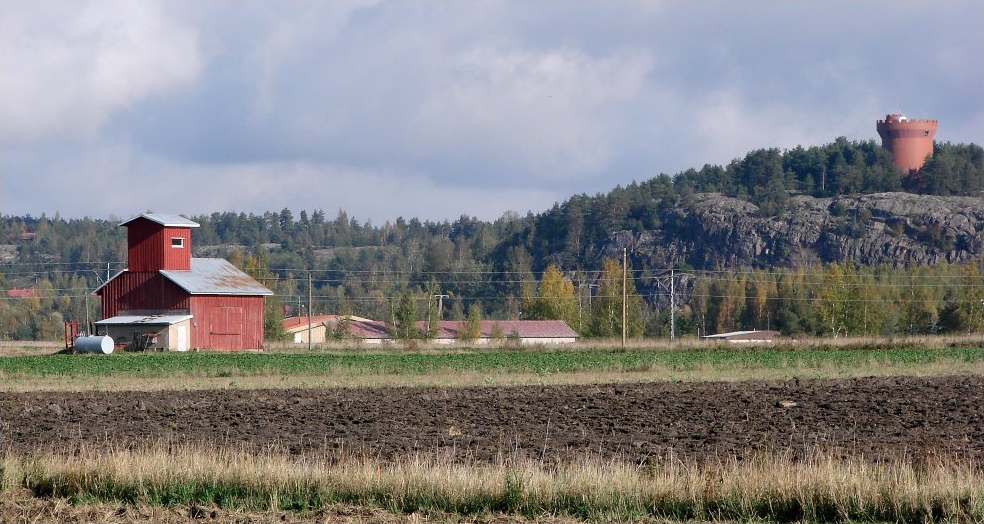
Farm
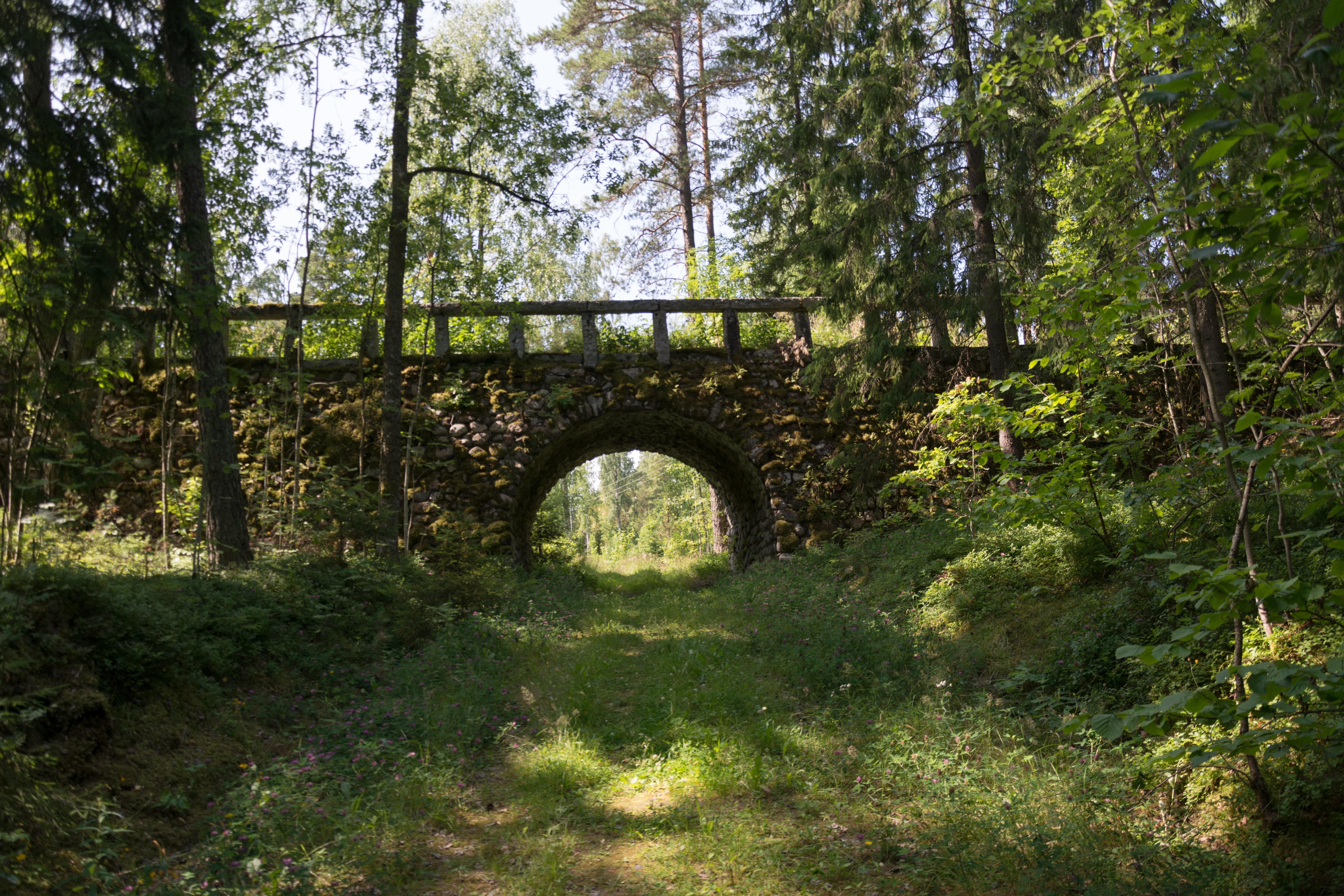
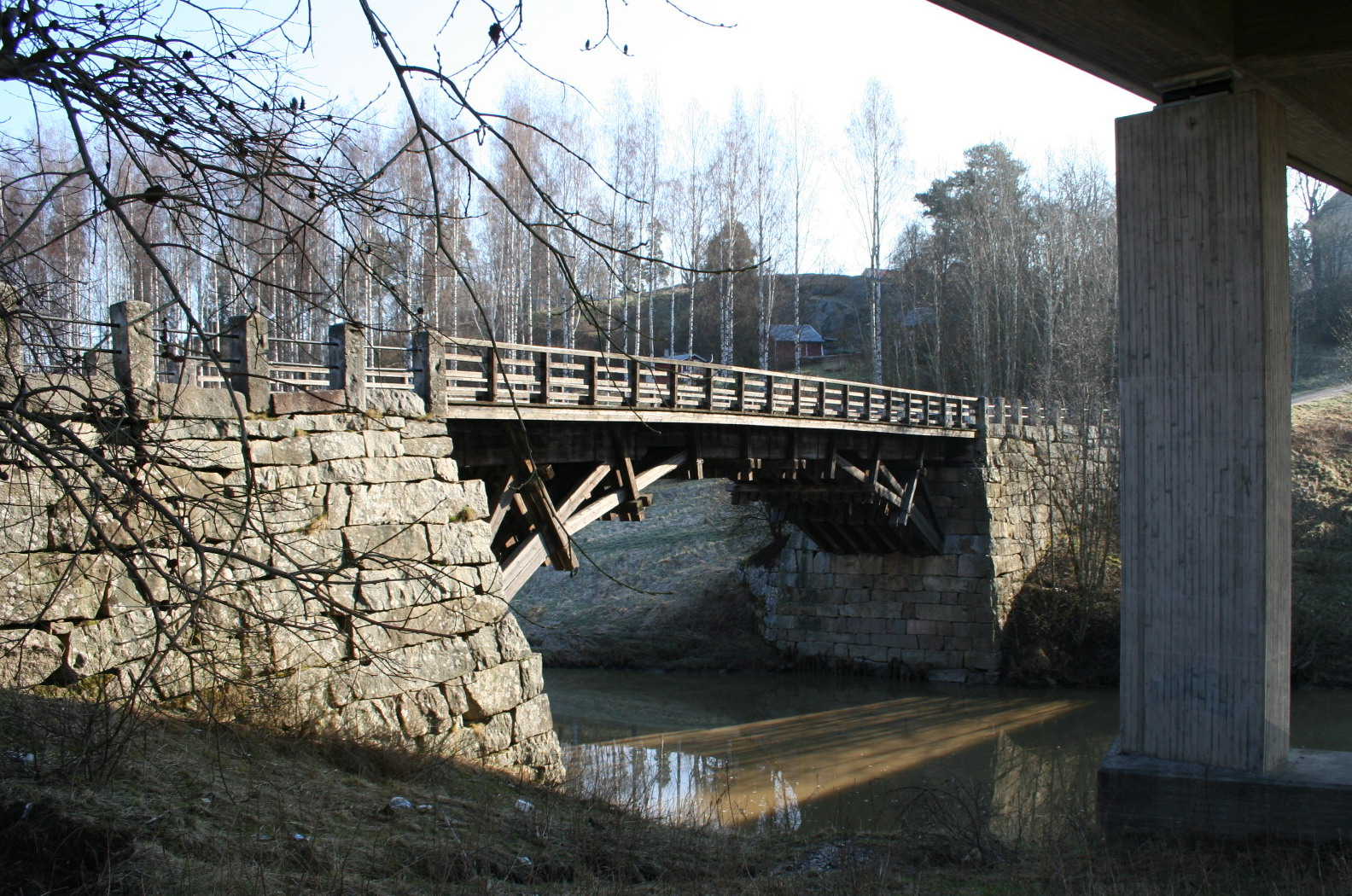
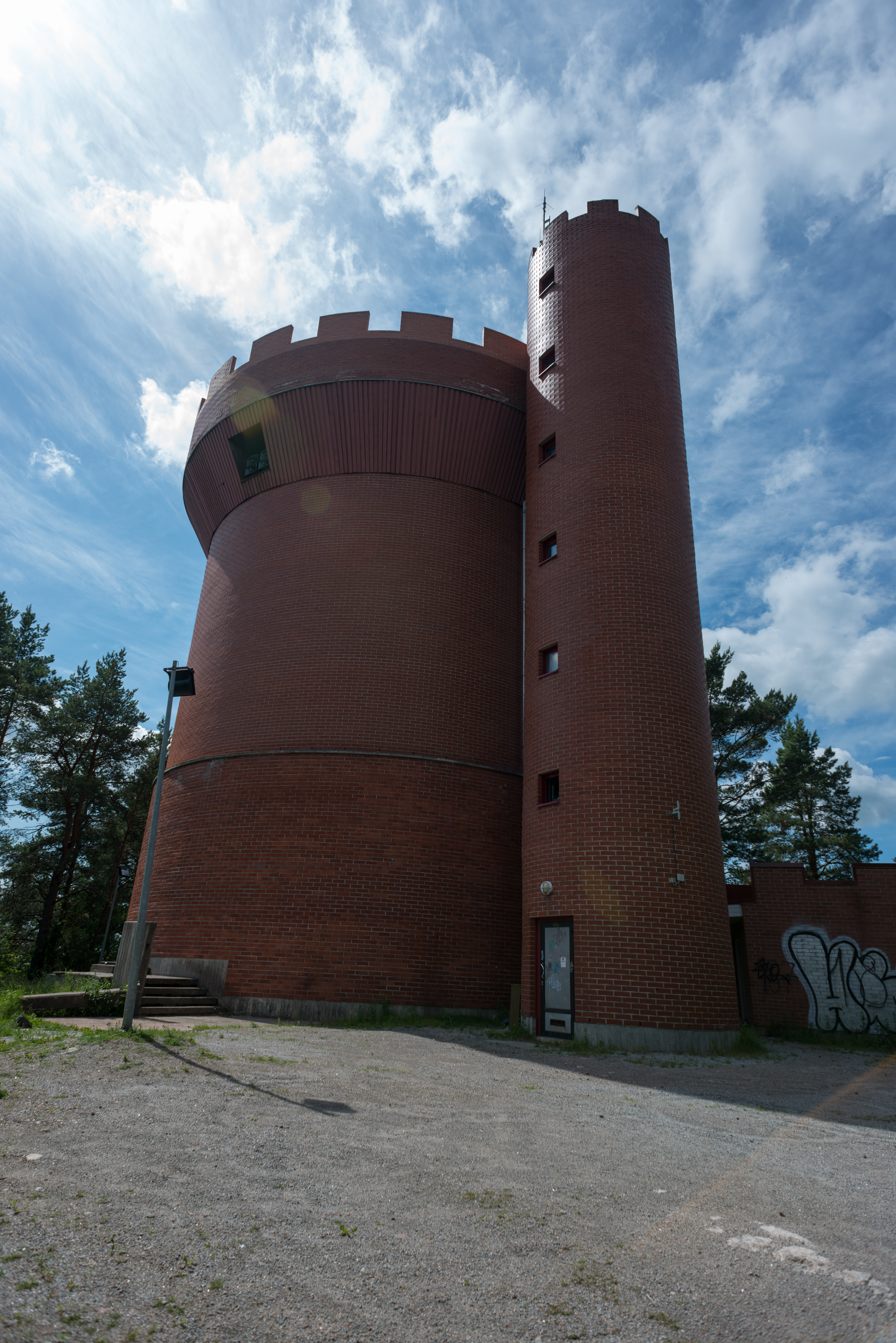

## Testvérvárosok
- Gárdony